# Alfons Maria Wachsmann

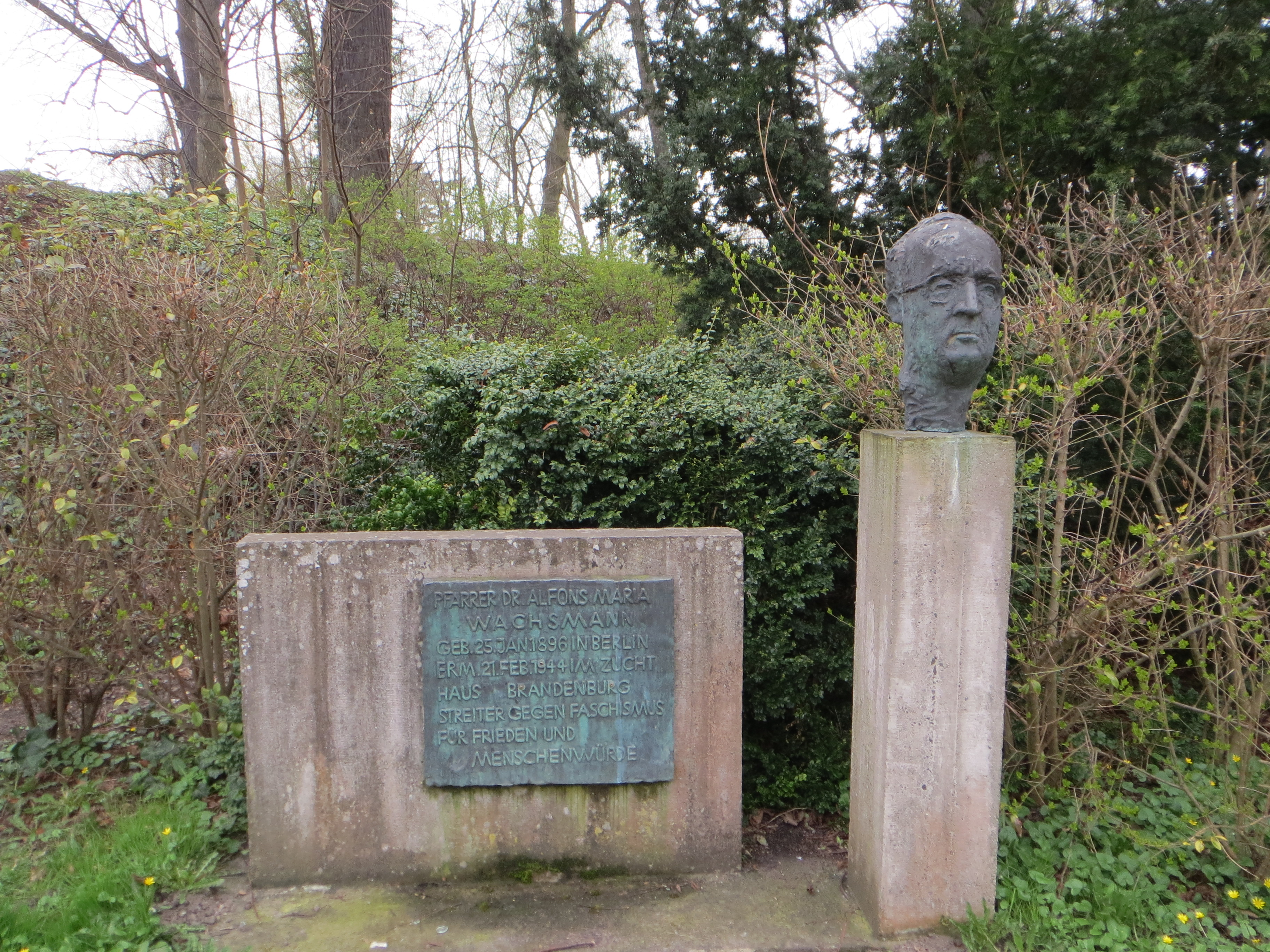
Denkmal für Alfons Maria Wachsmann in der Rubenowstraße in Greifswald

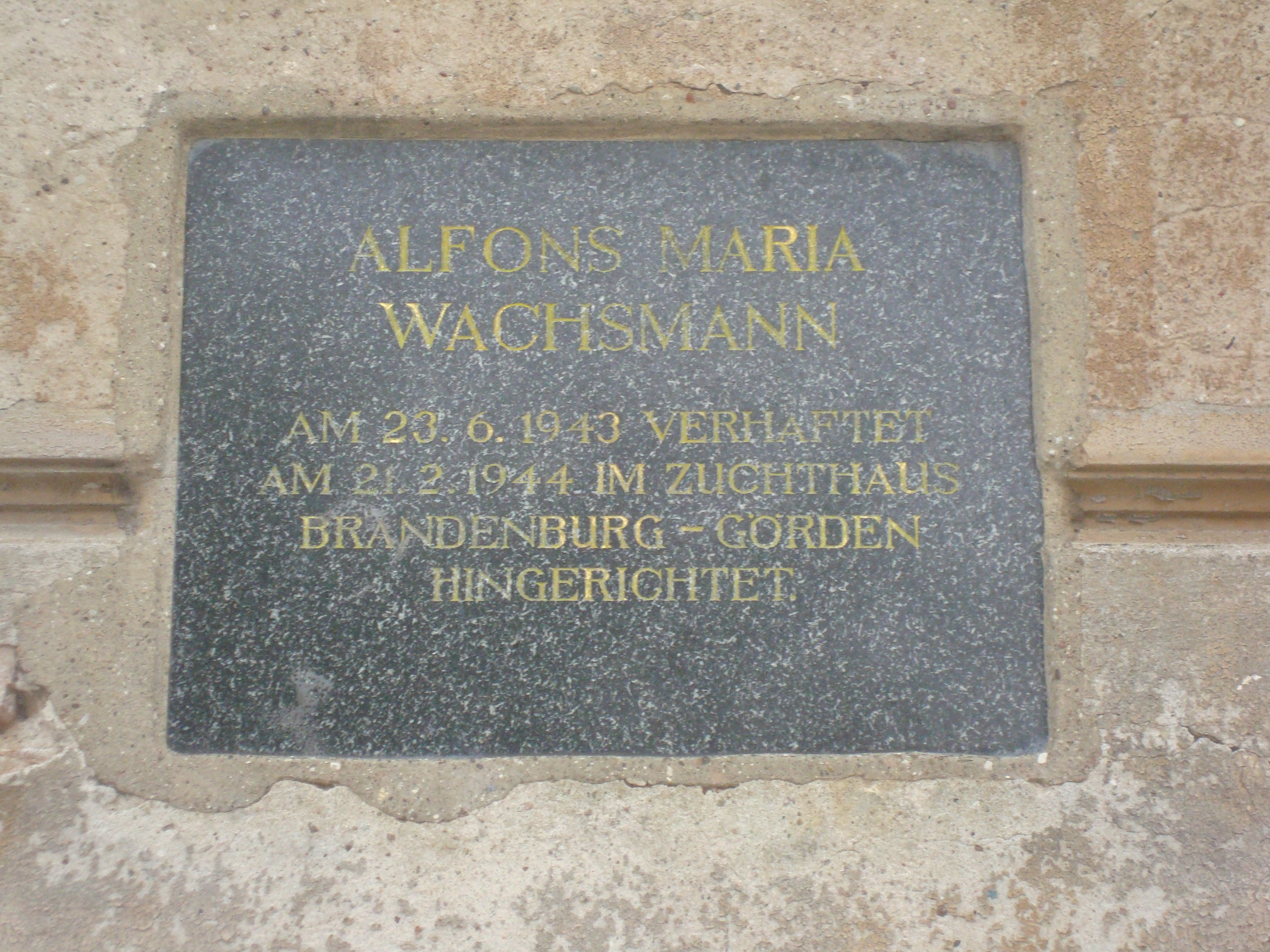
Gedenktafel für Alfons Maria Wachsmann in der Bahnhofstraße 46/47 (Ecke Pfarrer-Wachsmann-Straße) in Greifswald

Alfons Maria Wachsmann (* 25. Januar 1896 in Berlin; † 21. Februar 1944 im Zuchthaus in Brandenburg-Görden) war ein römisch-katholischer Priester und Widerstandskämpfer gegen den Nationalsozialismus.

## Leben
Der in Berlin geborene Wachsmann wuchs nach dem Tod seines Vaters in Schlesien auf. Er war Kriegsfreiwilliger im Ersten Weltkrieg, studierte Theologie, empfing im Juni 1921 in Breslau durch Kardinal Adolf Bertram die Priesterweihe und wurde Kaplan an der Heilig-Kreuz-Kirche in Görlitz. 1924 wechselte er für seine zweite Kaplansstelle an die Herz-Jesu-Kirche in Berlin-Prenzlauer Berg und übernahm von 1929 bis 1943 die Pfarrei St. Joseph in Greifswald. Als Studentenseelsorger veranstaltete er wöchentliche Treffen, um religiöse und kulturelle Fragen zu behandeln; gleichzeitig war er noch Seelsorger der ausländischen Arbeiter. Er war ein geachtetes Mitglied der Gemeinde, so beschrieb ihn Benedicta Maria Kempner einst mit den Worten: „Er verstand es bald, sich durch seine besonders anziehende, allseitig interessierte Persönlichkeit, voller Liebenswürdigkeit und Heiterkeit, eine anerkannte Position im Leben der kleinen Universitätsstadt zu schaffen.“
Wachsmann bezog früh Stellung gegen den Nationalsozialismus, in dem er ein Folterwerkzeug der Unfreiheit sah. Diese Meinung versuchte er auch an seine Studenten weiterzugeben. Im Rahmen der Stettiner Gestapo-Aktion gegen katholische Geistliche in Pommern („Fall Stettin“) wurde er am 23. Juni 1943 verhaftet, am selben Tag, an dem der Prozess gegen die sogenannten Lübecker Märtyrer begann, und nach Stettin in die Untersuchungshaft gebracht.
Am 3. Dezember 1943 wurde er vom Volksgerichtshof zum Tod verurteilt, am 5. Januar 1944 ins Zuchthaus Brandenburg überstellt und am 21. Februar dort hingerichtet. Das Urteil wurde erst im November 1998 aufgehoben. Die Kosten des Verfahrens einschließlich der Gebühren für die Hinrichtung in Höhe von RM 158,18 wurden der Schwester Wachsmanns in Rechnung gestellt.

## Dokumente zum Prozess

### Die Anklageschrift

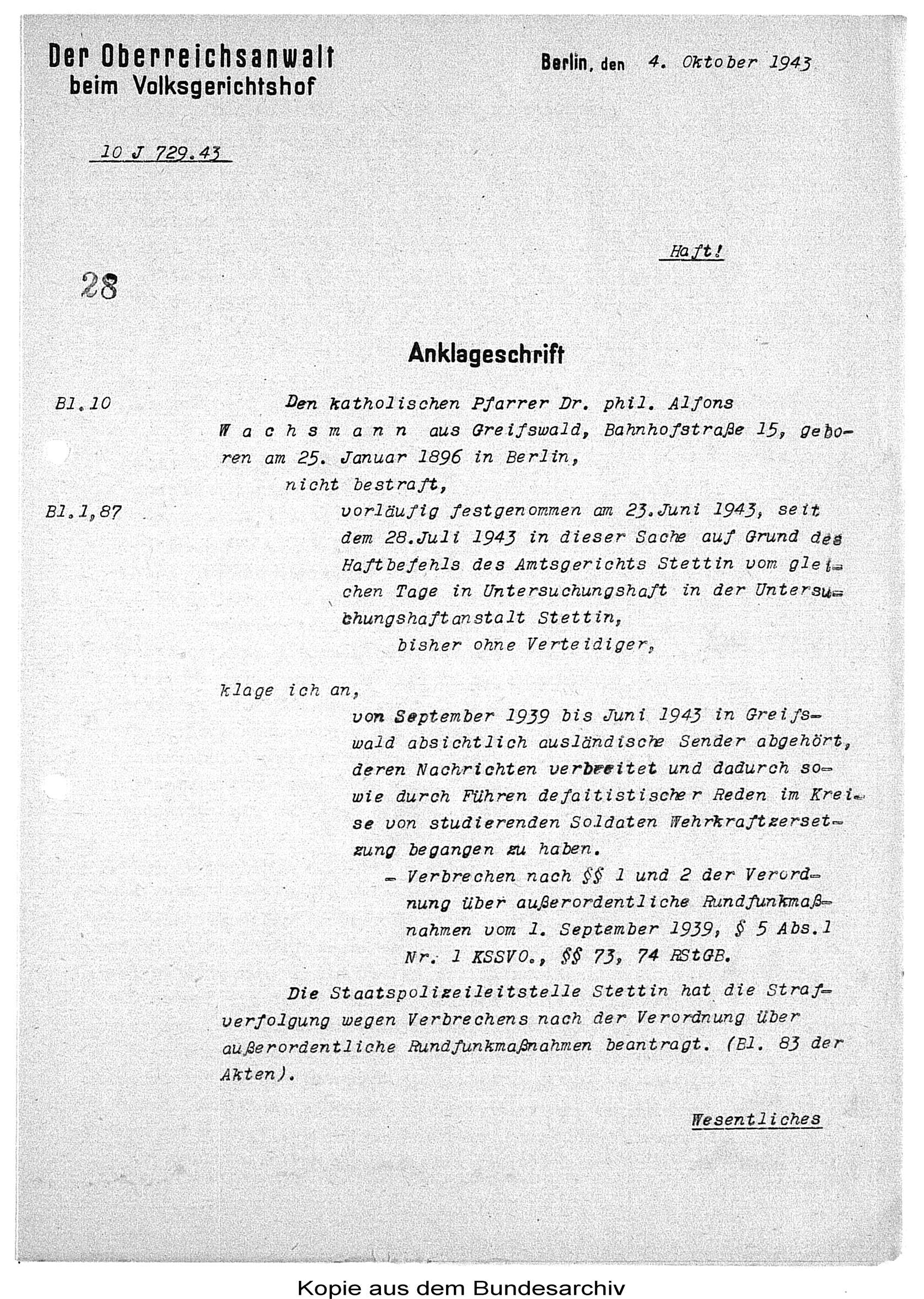
1. Seite der Anklage
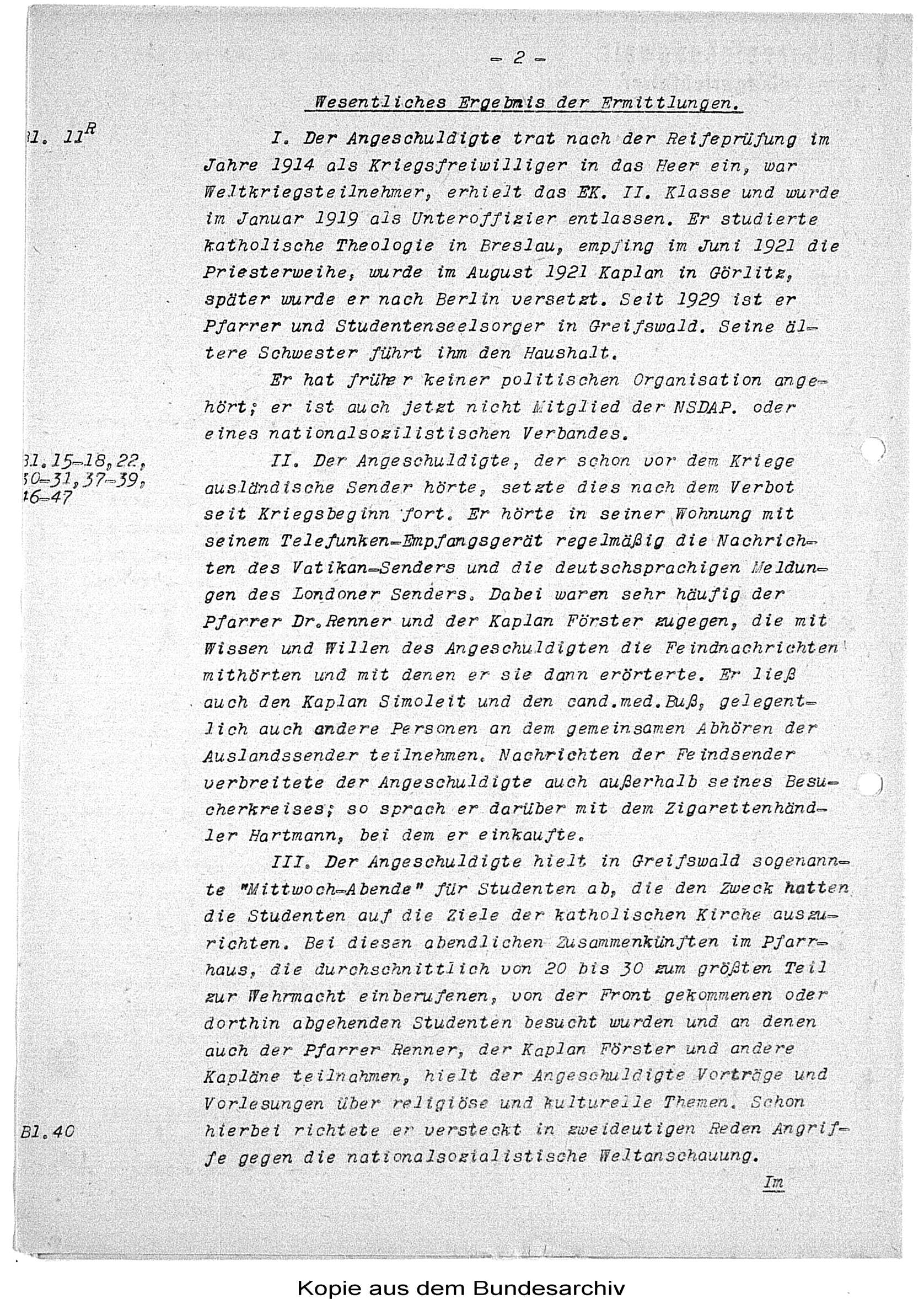
2. Seite der Anklage
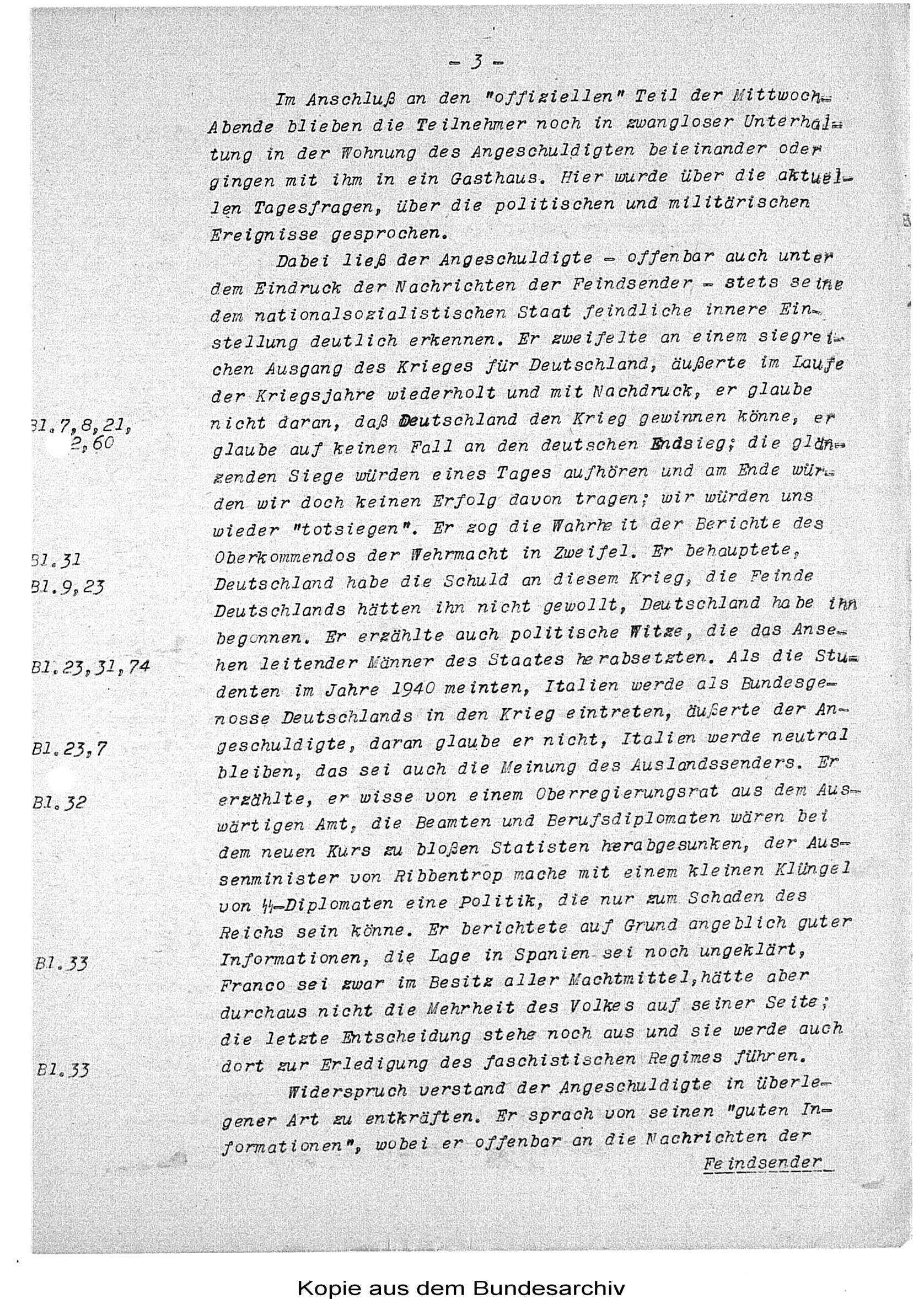
3. Seite der Anklage
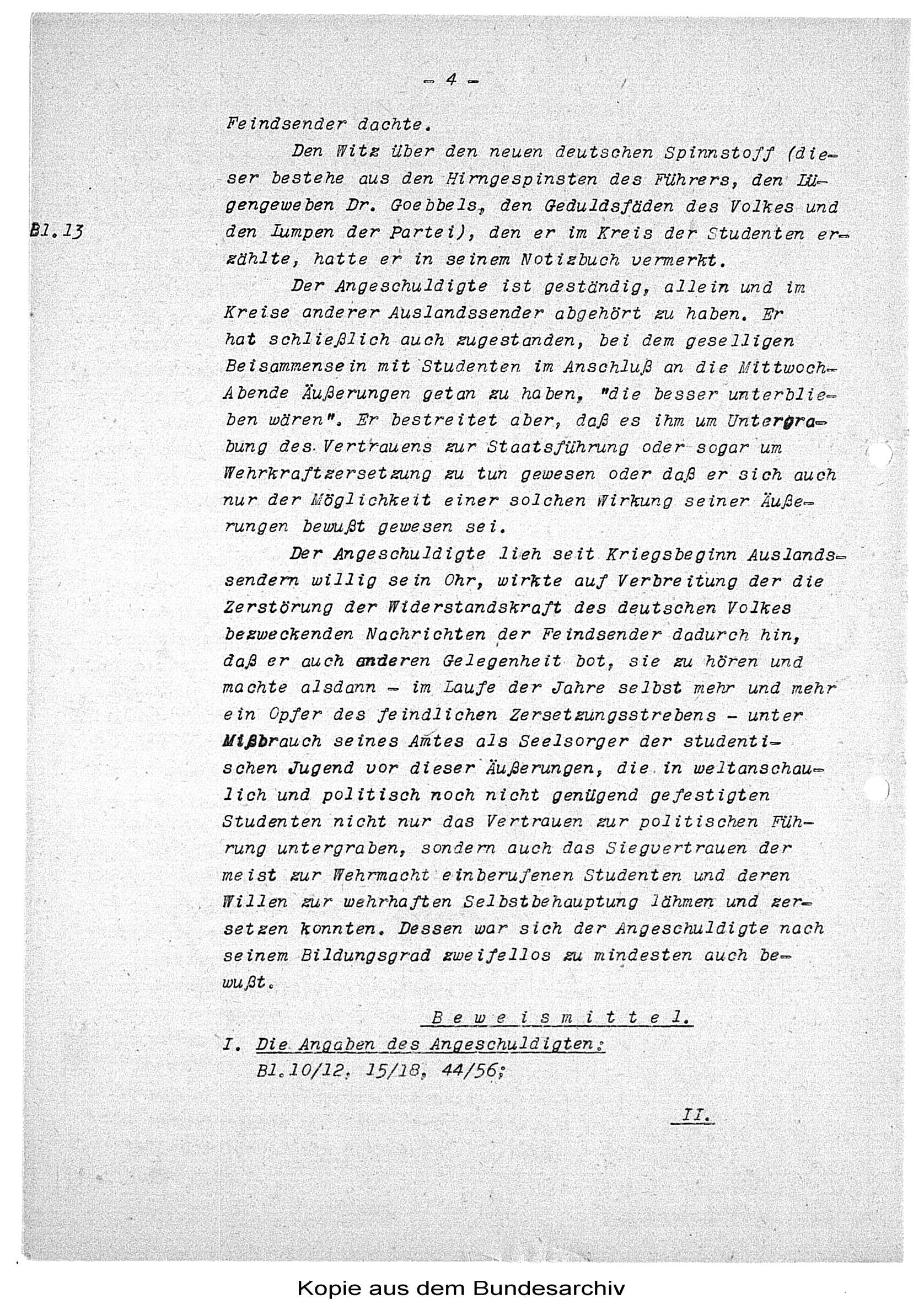
4. Seite der Anklage
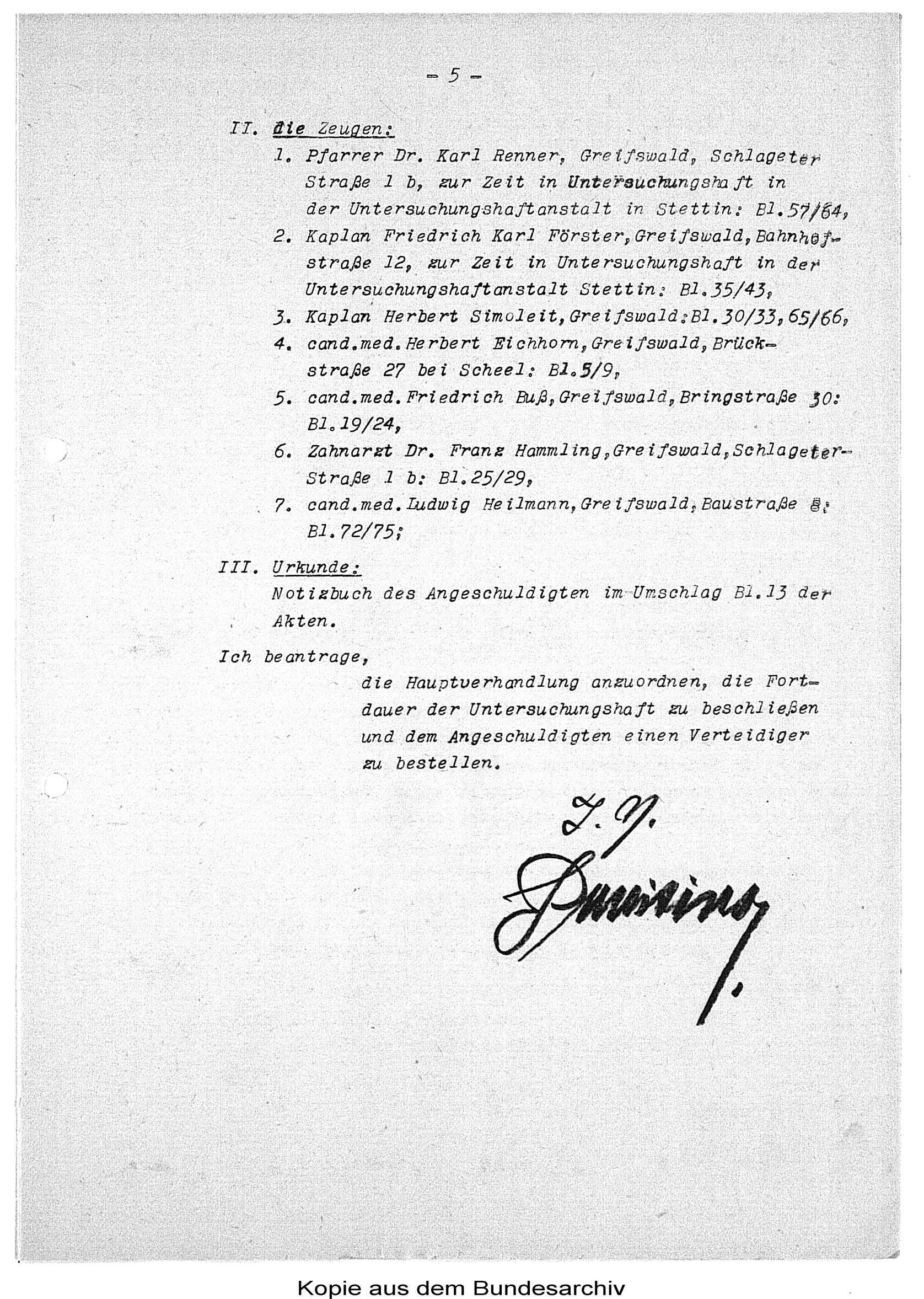
5. Seite der Anklage

### Das Urteil

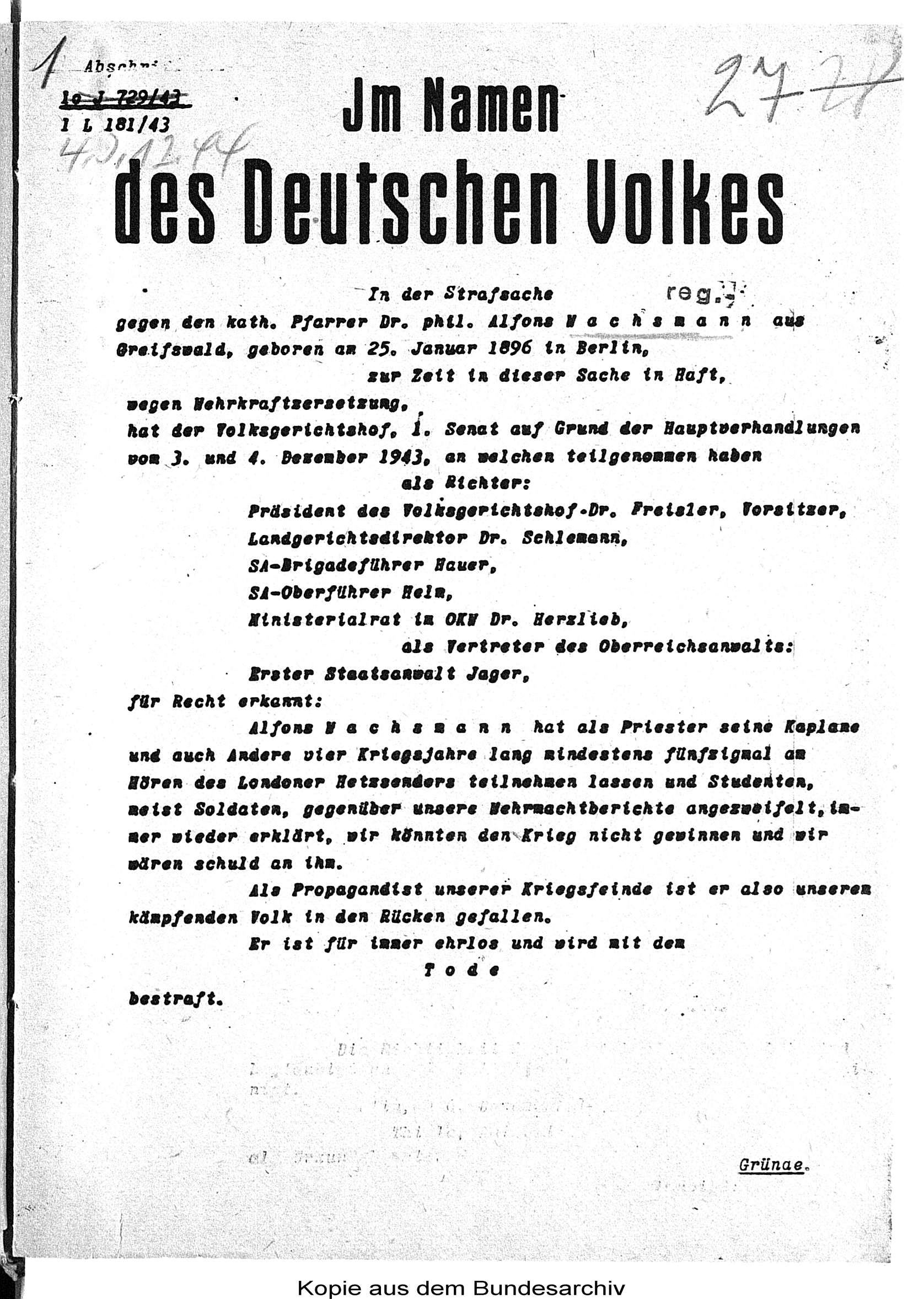
1. Seite des Urteils
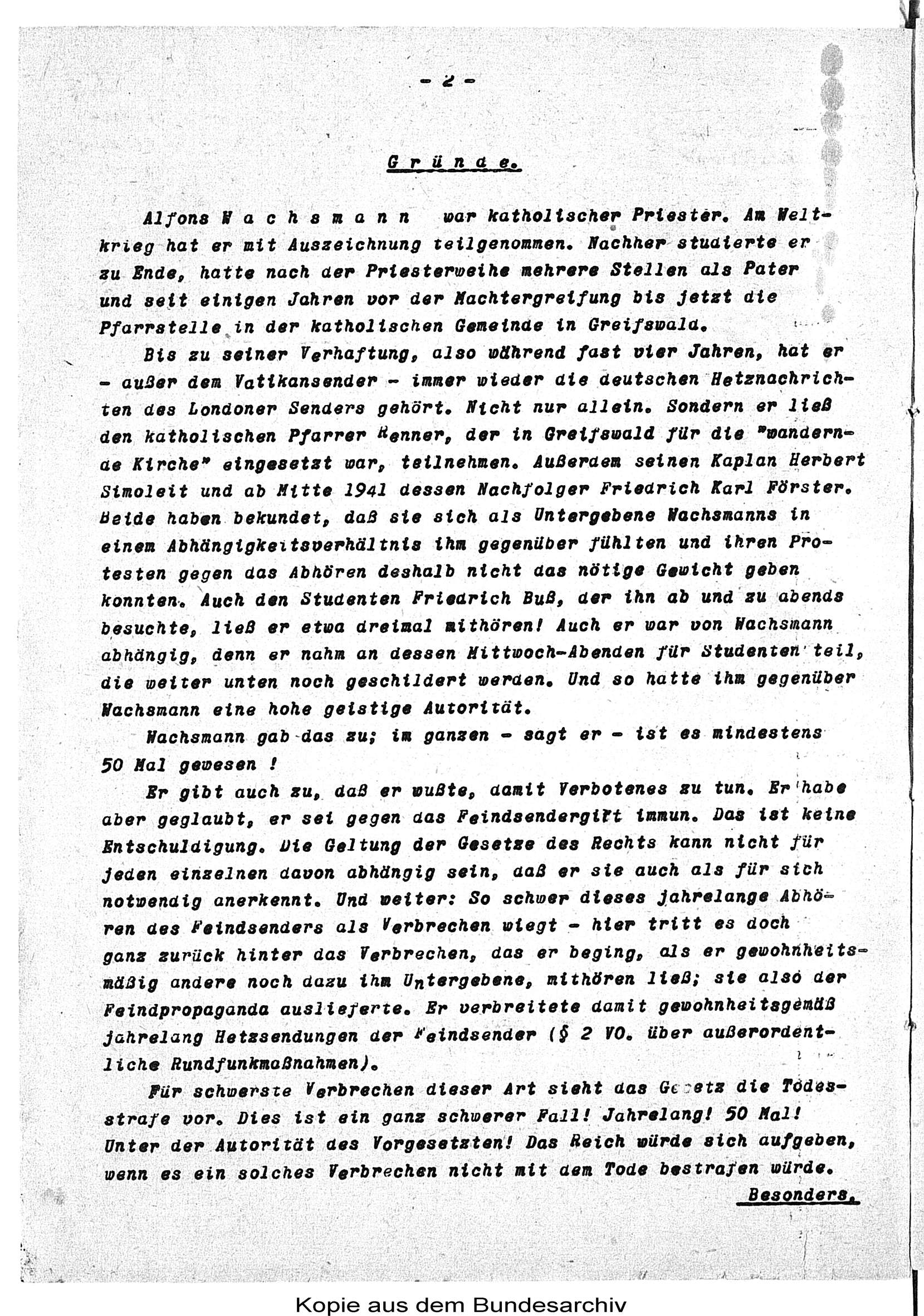
2. Seite des Urteils
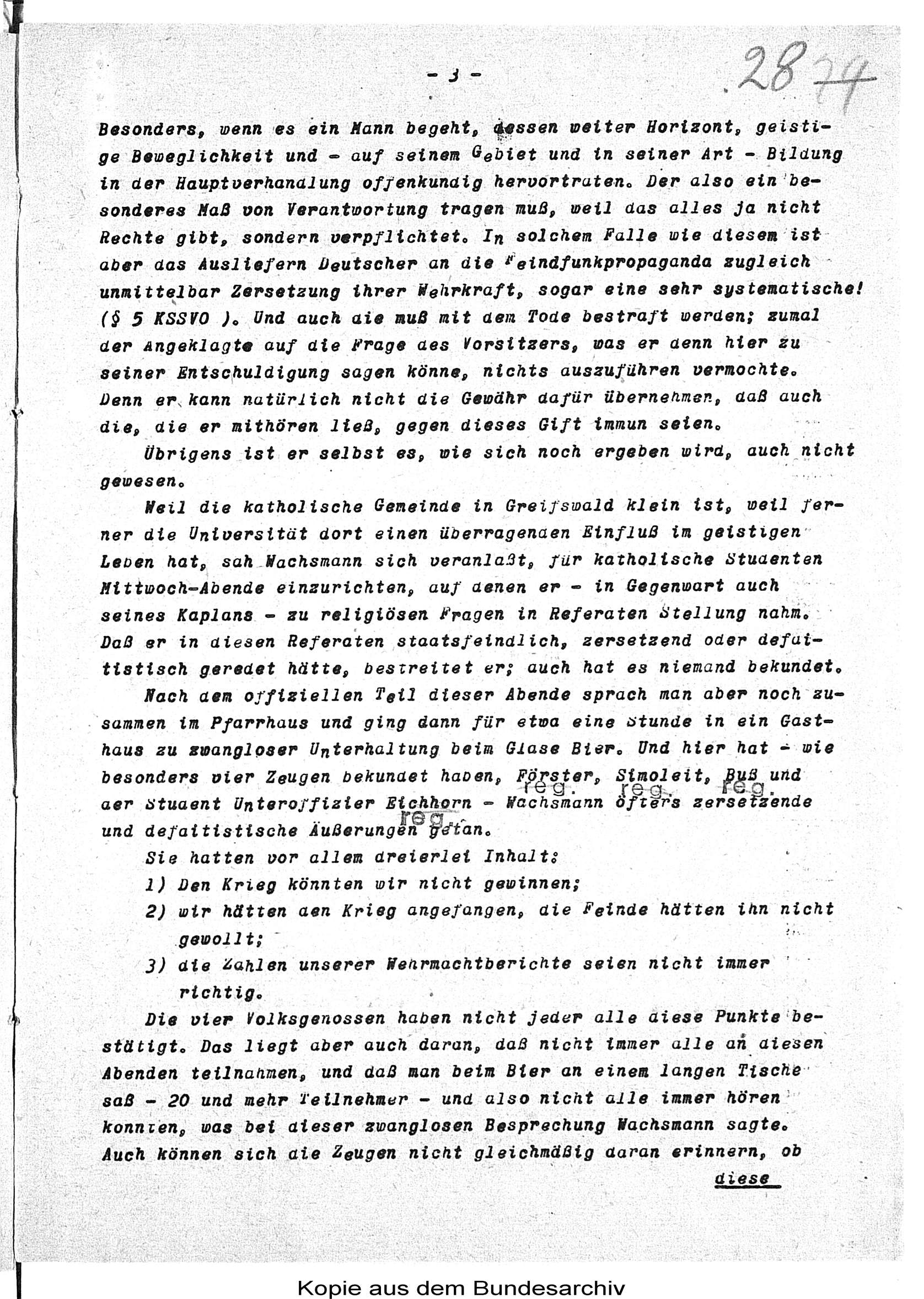
3. Seite des Urteils
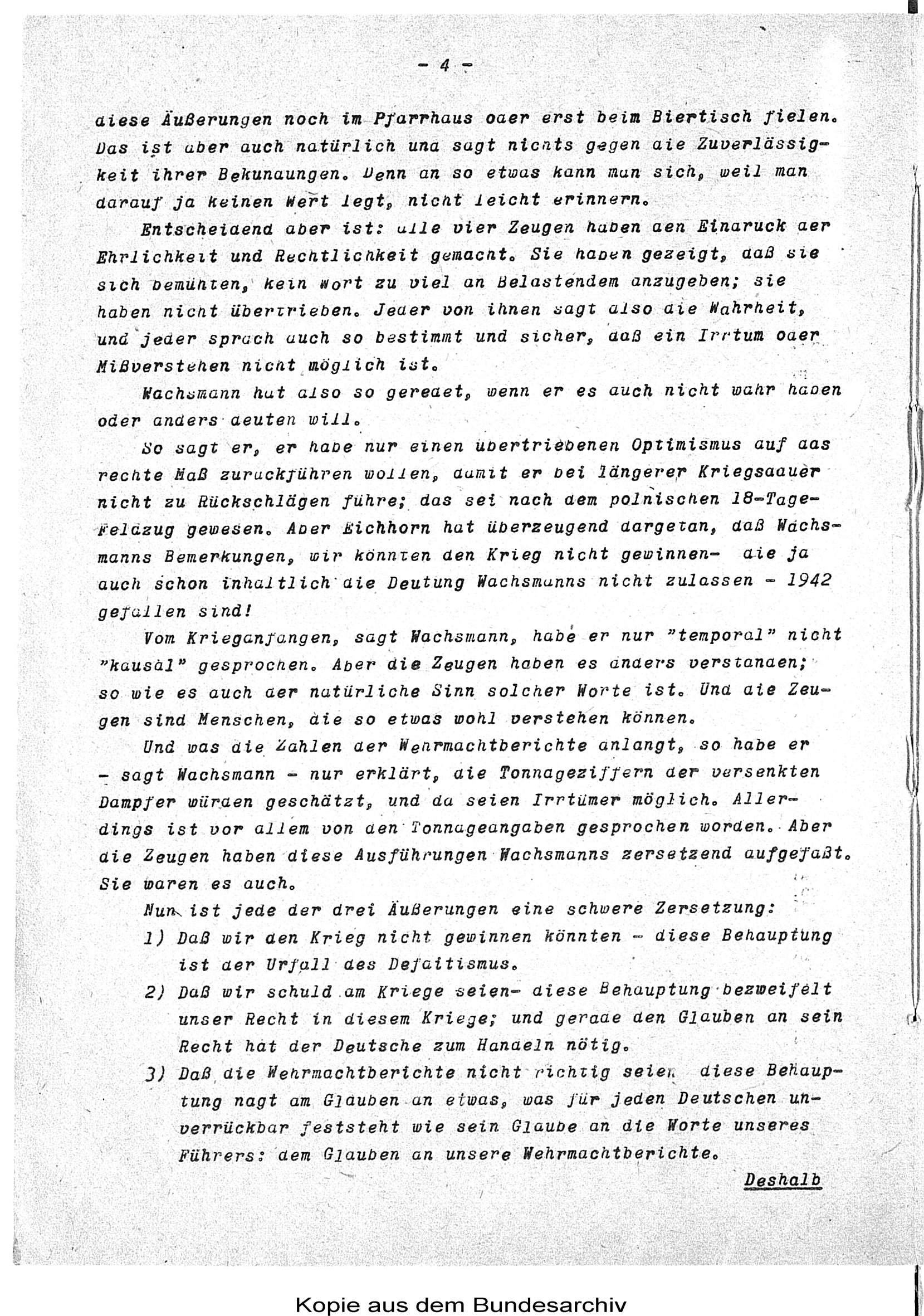
4. Seite des Urteils
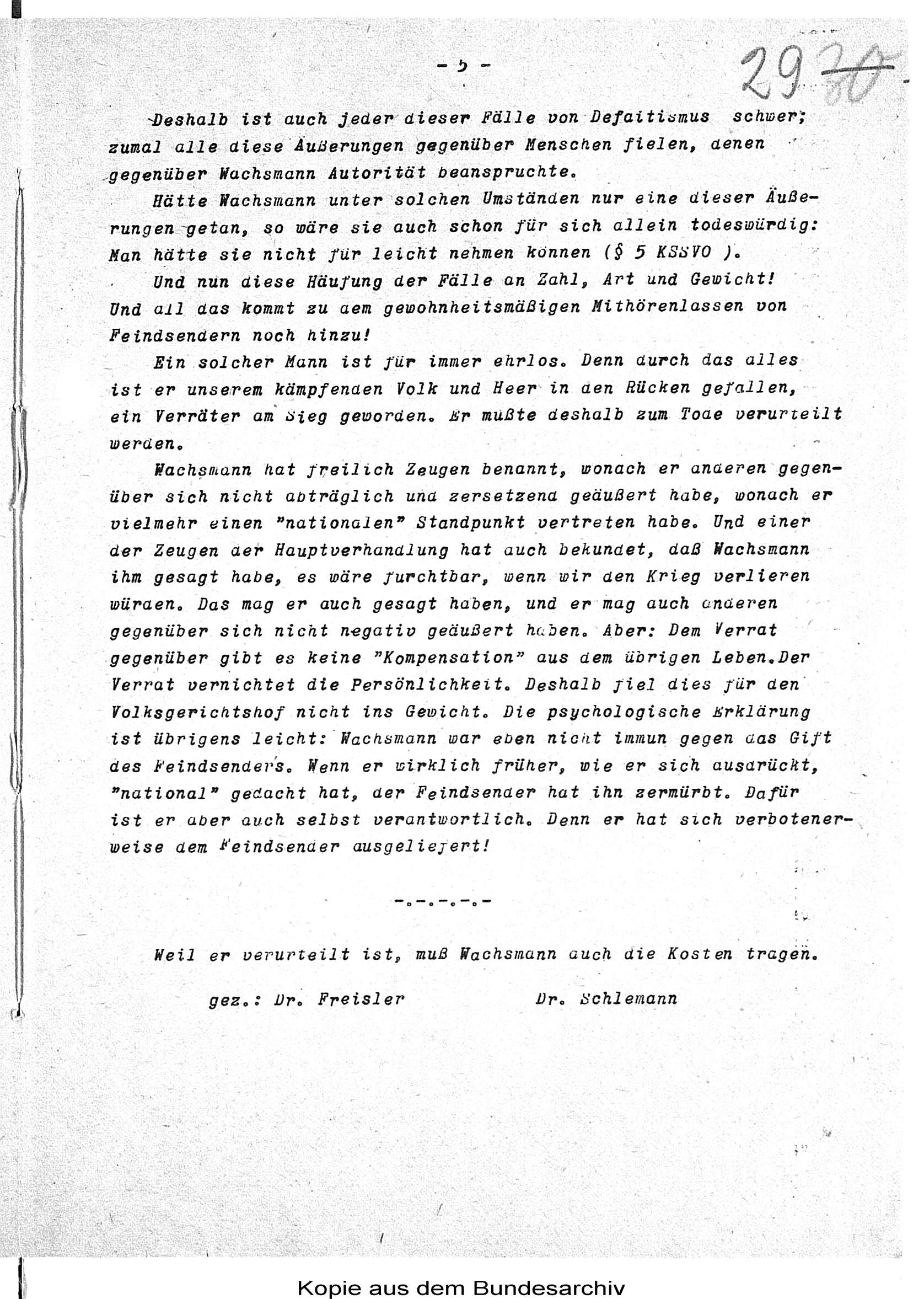
5. Seite des Urteils

## Gedenken

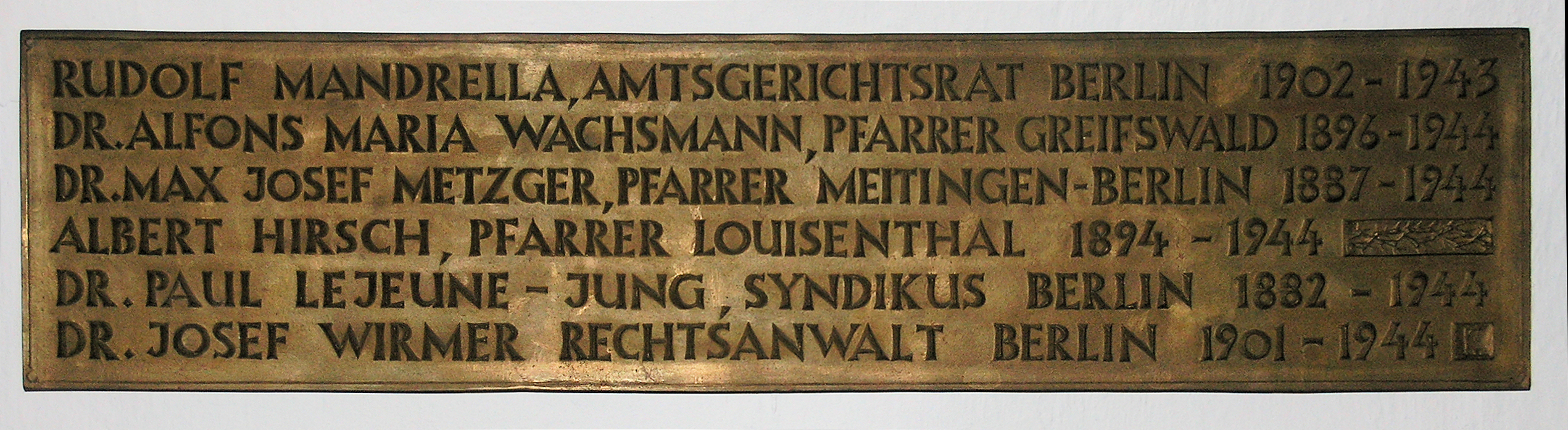
Gedenktafel der Märtyrer der NS-Zeit in der Krypta der Sankt-Hedwigs-Kathedrale in Berlin-Mitte

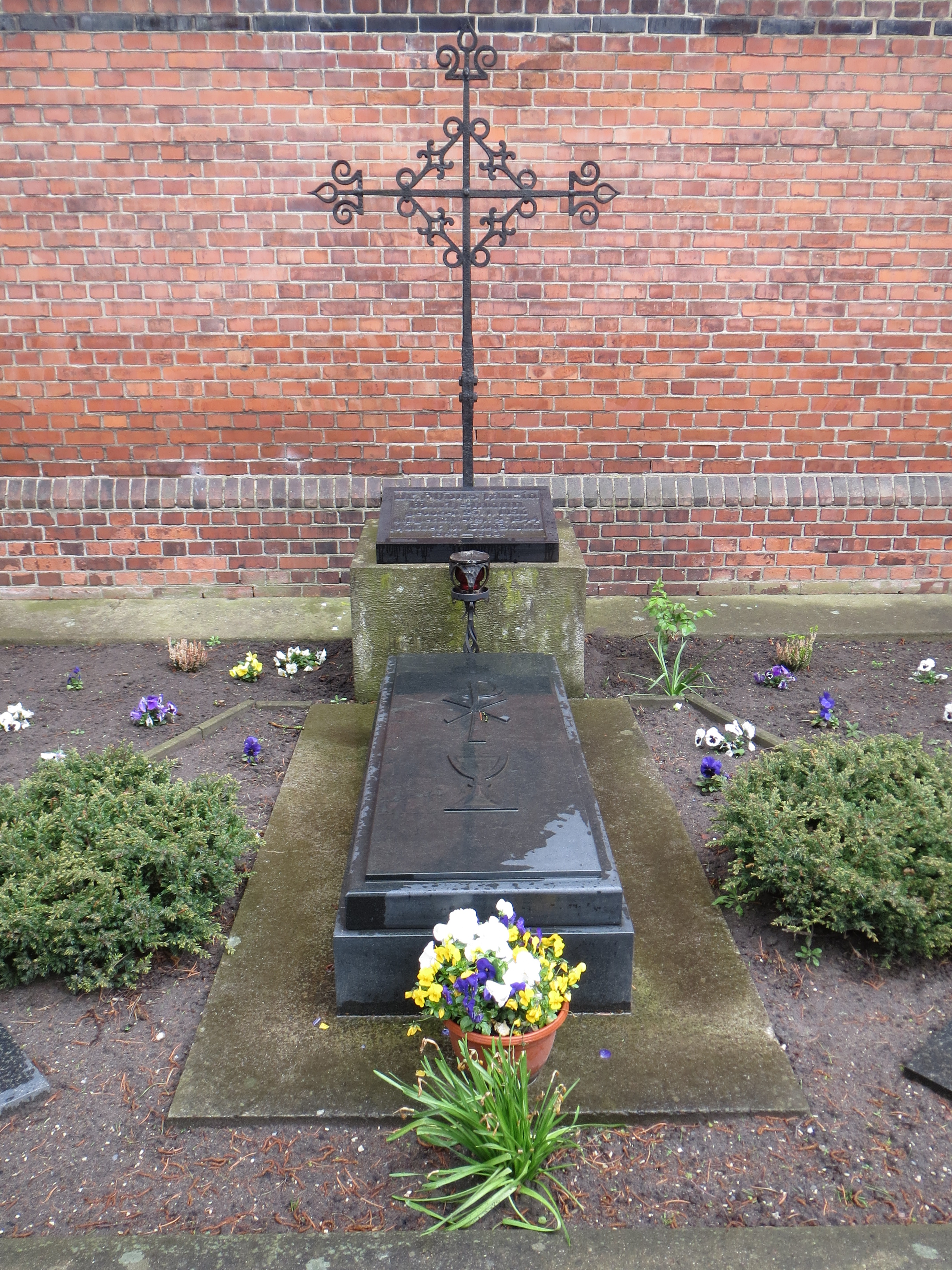
Grab (2014)

Am 31. Mai 1951 fand seine erneute Beisetzung auf dem Alten Friedhof in Greifswald statt. Seit 1984 erinnert ein schlichter Gedenkstein in der Rubenowstraße an den Humanisten und Theologen Alfons Maria Wachsmann. Nach einer Umbettung im selben Jahr wurde sein Grab an der Südseite der Kirche St. Joseph neu errichtet.
Die katholische Kirche hat Pfarrer Alfons Wachsmann im Jahr 1999 als Glaubenszeugen in das deutsche Martyrologium des 20. Jahrhunderts aufgenommen.
2017 wurde vor der Heilig-Kreuz-Kirche in Görlitz vom Künstler Gunter Demnig ein an Wachsmann erinnernder Stolperstein verlegt.

## Schriften
- Zur Frage der Einbettung des Religiösen in den Gesamtablauf des Seelischen auf Grund von Protokollen katholischer Studenten. Paderborn, 1935 (Dissertation, Universität Greifswald), urn:nbn:de:gbv:9-g-4886882.
- Vom christlichen Gnadenleben: [Ein Cyclus von Fastenpredigten]. Franke, Breslau [1933], urn:nbn:de:gbv:9-g-4886882.
- Zur Situation der Diaspora. Bonifacius-Druckerei, Paderborn [1936], urn:nbn:de:gbv:9-g-4889830.